# هنریک آگربک
هنریک آگربک (انگلیسی: Henrik Agerbeck؛ زادهٔ ۱۰ سپتامبر ۱۹۵۶) بازیکن سابق فوتبال اهل دانمارک است که در پست مهاجم بازی می‌کند.
وی همچنین در تیم ملی فوتبال دانمارک بازی کرده‌است.